# Іван Орфанотроп
Іван Орфанотроп (між 1000 та 1005 — 13 травня 1043) — державний діяч Візантійської імперії.

## Життєпис
Походив з роду промисловців та підтриємців із Пафлагонії. Його батько і дід також були великими судновласниками. Про дату народження замало відомостей. Замолоду Івана було кастровано (причини і обставини цього невідомі). Розпочав службу євнухом за імператора Василя II. Останній призначив його протонотарієм та призначив керувати державними сиротинцями. Звідси походить його прізвисько «Орфанотроп» (Керуючий сиротинцями).
Кар'єра успішно продовжувалася за правління імператора Костянтина VIII. Новий імператор Роман III робить Іван препозитом священної спочивальні та паракімоненом. Поступово Орфанотроп став зосереджувати цивільну владу, користуючись тим, що імператор віддалявся від справ. До 1033 року Орфанотроп взяв під свій контроль цивільне управління імперією. для зміцнення свого становища призначив на провідні посади своїх родичів: молодшого брата Михайла — архонтом панфеотів, а інших братів — Костянтина і Георгія (були євнухами) — у цивільній адміністрації.
Водночас Іван познайомив Романа і імператрицю Зою зі своїм братом Михайлом, яка закохалася в того. Навесні 1034 року Іван Орфанотроп розробив план змови з метою усунення Романа III і зведення
на трон свого молодшого брата. 11 квітня 1034 року імператора було вбито, а 12 квітня відбулося вінчання Зої і Михайла, якого оголосили новим імператором.
Відчуваючи хиткість опори нового володаря, Іван Орфанотроп вирішив спиратися на синкліт та впливових сановників, яких перетягнув на свій бік багатими подарунками та посадами. Втім, незначне походження нового імператора та його рідні викликало невдоволення військової знаті, що мала чималий вплив. З огляду на це Іван вирішив поступово відстороняти від посад можливих конкурентів й заколотників.
Спочатку було арештовано Костянтина Далассена, який був претендентом на трон ще за Костянтина VIII. Того ж року було придушено заколот в Антіохії на чолі з дукою Елпідієм. 1038 року у заслання відправлено решту Далассенів. Водночас Іван Орфанагор зосередив в своїх руках цивільне керівництва, в імператора залишилося управління військом. Було призначено на вищі посади родичів (послідовно керували фемою Антіохія брати Никита і Костянтин Пафлагони) та друзів Орфанотропа, насамперед євнухів. Усі, хто якимось чином виступав проти Михайла IV були позбавлені посад. При цьому відсторонено від будь-якого управління імператрицю Зою.
У 1034—1039 роках Іван Орфанотроп провів податкову реформу, що полягала у заміні натуральних виплат грошовими, впровадженні нових податків, відновленні 1039 року аерікону (надзвичайний військовий податок). Це привело до значного збільшення надходжень до скарбниці. Водночас було скорочено витрати на утримання армії і державного апарату. Продаж цивільних та військових посад дозволила знизити кошти, які щорічно спрямовувалися для виплати ругі чиновникам і воєначальникам.
У 1037 році відповідно до хроніки Іоанна Скиліци планувалося повалення константинопольського патріарха Олексія Студита. замість нього сам Іван Орфанотроп планував стати патріархом. Втім, цього не вдалося досягти. В цей час посилилися репресії проти аристократів, завдяки чому до 1039 року було зміцнено владу нового імператора.
У 1038 або 1039 році внаслідок хвороби імператор передав керування військами Івану Орфанотропу. Останній впровадив у війську продаж посад, насамперед молодшої та середньої ланки, що негативно позначилося на дієздатності візантійської армії. Разом з тим посилилася корупція. У польовій армії і фемних підрозділах панували свавілля і насильство, що викликало невдоволення правлінням Пафлагонців. 1040 року Орфанотроп втрутився у суперечку між Стефаном Калафатом, своїм шваґром, і стратегом-автократом Георгієм Маніаком на боці першого, що призвело до дезорганізації війська на Сицилії, внаслідок чого це острів для імперії було втрачено.
З огляду на невдачі, складне економічне становище посилилася соціальна напруга у фемах. До цього додалося невдоволення знаті діяльністю Михайла IV та його брата Івана. У 1040 році Орфанотроп розкрив змову на чолі із Кіруларіями та Макремболітами, яка ставила на меті повалення імператора та передачу влади Михайлу Кіруларію. Частину змовників було страчено, майно усіх конфісковано. Претендента Михайла пострижено у ченці. Влітку того ж року розкрито змову проти доместіка схол Костянтина Пафлагона.
У 1041 році погіршилося здоров'я імператора. Оскільки у того не було дітей, стало питання щодо спадкоємця. Орфанотроп поставив за мету зберегти владу за своїм родом. Тому він умовив імператрицю Зою всиновити небожа Михайла та надати тому титул цезаря. У грудні того ж року після смерті Михайла IV той став імператором.
Іван Орфанотроп продовжував керувати імперією як й за попереднього імператора. Але Михайло V вирішив перебрати владу на себе. У березні 1042 року він наказав арештувати вуйка та запроторити того до монастиря Монобати (на Боспорі). Після повалення Михайла V за наказом Михайла Кіруларія Івана та його брата Костянтина осліплено.
Новий імператор Костянтин IX у травні 1043 року наказав заслати братів на о. Лесбос, де Івана було вбито у місті Мітилена. Поховали його в монастирі Богоматері Декаполітиси.